# Mirabilistrombus listeri
Mirabilistrombus listeri is een slakkensoort uit de familie van de Strombidae. De wetenschappelijke naam van de soort is voor het eerst geldig gepubliceerd in 1852 door T. Gray.